# Идрис, Хамза
Хамза́ Идри́с Фалата́х (араб. حمزة أدريس‎; 8 октября 1972, Саудовская Аравия) — саудовский футболист, нападающий сборной Саудовской Аравии и клубов «Охуд» из Медины и «Аль-Иттихад» из Джидды. Участник  чемпионата мира 1994 года.

## Карьера

### Клубная
Профессиональную карьеру начал в 1991 году в клубе «Охуд» из Медины, за который играл до 1996 года, после чего перешёл в «Аль-Иттихад» из Джидды, в составе которого выступал вплоть до завершения карьеры игрока в 2007 году, став за это время вместе с командой 6 раз чемпионом Саудовской Аравии, 3 раза обладателем Кубка наследного принца Саудовской Аравии, по 2 раза победителем Кубка Саудовской федерации футбола, Лиги чемпионов АФК и Саудовско-Египетского суперкубка и по 1-му разу победителем Кубка обладателей кубков Азии, Арабской лиги чемпионов и Клубного кубка чемпионов Персидского залива.

### В сборной
В составе главной национальной сборной Саудовской Аравии выступал с 1992 по 2000 год. Участник чемпионата мира 1994 года, на котором сыграл в 2-х матчах: против сборной Бельгии в заключительном матче группового этапа и против сборной Швеции в 1/8 финала чемпионата. В 1994 году стал вместе с командой победителем Кубка наций Персидского залива, в 1996 году Кубка Азии, а в 1998 году обладателем Кубка арабских наций. Последние 2 матча за сборную сыграл в 1999 году на Кубке конфедераций.

## Достижения

### Командные
Серебряный призёр Кубка Азии: (2)
- 1992, 2000

Обладатель Кубка арабских наций: (1)
- 1998

Обладатель Кубка наций Персидского залива: (1)
- 1994

Финалист Кубка наций Персидского залива: (1)
- 1998

Чемпион Саудовской Аравии: (6)
- 1996/97, 1998/99, 1999/00, 2000/01, 2002/03, 2006/07

Обладатель Кубка наследного принца Саудовской Аравии: (3)
- 1996/97, 2000/01, 2003/04

Обладатель Кубка Саудовской федерации футбола: (2)
- 1996/97, 1998/99

Победитель Лиги чемпионов АФК: (2)
- 2004, 2005

Обладатель Кубка обладателей кубков Азии: (1)
- 1999

Победитель Арабской лиги чемпионов: (1)
- 2004/05

Обладатель Саудовско-Египетского суперкубка: (2)
- 2001, 2003

Обладатель Клубного кубка чемпионов Персидского залива: (1)
- 1999